# Euchaita
Koordinaten: 40° 34′ N, 35° 16′ O
Euchaita war eine Kleinstadt (polisma) im nördlichen Kleinasien (Pontos). Nikephoros Uranos nennt sie proasteion. Heute heißt das türkische Dorf, das teilweise auf den Ruinen liegt, Beyözü. Es liegt in der Provinz Çorum.
Hier erschlug der Hl. Theodor von Euchaita nach der Legende, wie sie der armenischen Chronist Stepanos Taronetsi (11. Jahrhundert) überliefert, einen Drachen und begegnete der frommen Eusebia, die nach seinem Martyrium (um 306) ebenda seine Gebeine aufbewahrte.
Es ist aber unklar, wann die Reliquien Theodors nach Euchaita überführt wurden. Laut der Vita des Chrysippos (5. Jh.) befanden sie sich noch in Amaseia (Amasya), ebenso laut einer Vita aus dem 8. oder 9. Jh., laut der zu dieser Zeit die Einwohner Euchaitas aber die Überführung der Reliquien in ihre Stadt verlangten. Gesichert ist die Verehrung der Theodorsreliquien in Euchaita ab dem 10. Jh.
Euchaita wurde bereits von Anastasios I. (r. 491–518) zur Stadt und zum Bischofssitz erhoben.
Im frühen 7. Jh. (vor 640) wurde Euchaita zum autokephalen Erzbistum.
Um 615 wurde die Stadt von den Sassaniden niedergebrannt. Von den Umayyaden wurde sie 640 belagert, und 663 schließlich geplündert.
Zwischen 880 und 890 erhob Kaiser Photios seinen Günstling Theodoros Santabarenos zum Metropoliten von Euchaita. Gegen Ende des 10. Jahrhunderts erlangte der Platz einige Bedeutung, als Kaiser Johannes I. Tzimiskes hier eine dem Hl. Theodor geweihte Kirche erbauen ließ. Der Name der Stadt wurde darauf in Theodoropolis geändert.
Kirchenmänner, Heilige und Schriftsteller wie die Patriarchen Petrus Fullo von Antiochia (469–470, 475–477 und 484–488), Patriarch Petros III. Mongos (477–489), Euphemios (489–495), Makedonios (495–511) und Eutychios (552–565) von Konstantinopel, Alypios Stylitos und Johannes Moschos besuchten Euchaita oder waren nach dort verbannt worden.